# Стенлі (округ Баррон, Вісконсин)
Стенлі (англ. Stanley) — місто (англ. town) в США, в окрузі Беррон штату Вісконсин. Населення — 2570 осіб (2020).

## Демографія
Згідно з переписом 2010 року, у місті мешкало 2546 осіб у 984 домогосподарствах у складі 755 родин. Було 1134 помешкання
Расовий склад населення:
| - 97,9 % — білих - 0,7 % — азіатів - 0,2 % — корінних американців - 0,1 % — чорних або афроамериканців |

До двох чи більше рас належало 0,9 %. Частка іспаномовних становила 0,9 % від усіх жителів.
За віковим діапазоном населення розподілялося таким чином: 24,4 % — особи молодші 18 років, 61,5 % — особи у віці 18—64 років, 14,1 % — особи у віці 65 років та старші. Медіана віку мешканця становила 43,0 року. На 100 осіб жіночої статі у місті припадало 99,4 чоловіків;  на 100 жінок у віці від 18 років та старших — 100,8 чоловіків також старших 18 років.
Середній дохід на одне домашнє господарство  становив 76 381 долар США (медіана — 53 750), а середній дохід на одну сім'ю — 80 228 доларів (медіана — 58 106). Медіана доходів становила 50 573 долари для чоловіків та 34 438 доларів для жінок. За межею бідності перебувало 13,9 % осіб, у тому числі 20,7 % дітей у віці до 18 років та 2,4 % осіб у віці 65 років та старших.
Цивільне працевлаштоване населення становило 1125 осіб. Основні галузі зайнятості: виробництво — 26,4 %, освіта, охорона здоров'я та соціальна допомога — 18,5 %, роздрібна торгівля — 9,4 %, транспорт — 7,5 %.